# توزلاماخی
توزلاماخی (به لاتین: Tuzlamakhi) یک منطقهٔ مسکونی در روسیه است که در شهرستان آگولسکی واقع شده‌است.